# زفونيمير فوكيتش
زفونيمير فوكيتش (بالصربية: Звонимир Вукић)‏ (مواليد 19 يوليو 1979) هو لاعب كرة قدم. يلعب مع منتخب صربيا والجبل الأسود لكرة القدم. سبق له أن لعب في كأس العالم لكرة القدم مع منتخب بلاده.

## روابط خارجية
- زفونيمير فوكيتش على موقع الاتحاد الدولي (مؤرشف)  (الإنجليزية)
- زفونيمير فوكيتش على موقع الاتحاد الأوربي (الإنجليزية)
- زفونيمير فوكيتش على موقع اتحاد أوكرانيا (الإنجليزية)
- زفونيمير فوكيتش على موقع قاعدة بيانات كرة القدم.إي يو (الإنجليزية)
- زفونيمير فوكيتش على موقع ناشيونال فوتبول تيمز (الإنجليزية)
- زفونيمير فوكيتش على موقع Soccerway.com (الإنجليزية)
- زفونيمير فوكيتش على موقع عالم كرة القدم.نت (الإنجليزية)
- زفونيمير فوكيتش على موقع AS.com (الإسبانية)